# Marathon d'Hokkaido
Le marathon d'Hokkaido est un marathon qui se déroule à Sapporo au Japon. Hokkaido est le nom de la province où il se déroule et c'est ce qui lui a donné son nom.

## Histoire
L'édition 2020 est annulée en raison de conflits avec l'organisation des Jeux olympiques et paralympiques d'été.

## Palmarès
Légende:
- Record de la course

| no de l'édition | Année            | Hommes             | Hommes           | Hommes          | Femmes           | Femmes           | Femmes          |
| no de l'édition | Année            | Vainqueur          | Pays             | Temps           | Vainqueur        | Pays             | Temps           |
| --------------- | ---------------- | ------------------ | ---------------- | --------------- | ---------------- | ---------------- | --------------- |
| 1re             | 6 septembre 1987 | Fedor Ryzhov       | Union soviétique | 2 h 24 min 28 s | Lutsia Belyayeva | Union soviétique | 2 h 42 min 17 s |
| 2e              | 4 septembre 1988 | Masayuki Nishi     | Japon            | 2 h 17 min 11 s | Jane Welzel      | États-Unis       | 2 h 40 min 53 s |
| 3e              | 27 août 1989     | Hiromi Taniguchi   | Japon            | 2 h 13 min 16 s | Lorraine Moller  | Nouvelle-Zélande | 2 h 36 min 39 s |
| 4e              | 26 août 1990     | Futoshi Shinohara  | Japon            | 2 h 15 min 32 s | Lisa Rainsberger | États-Unis       | 2 h 31 min 29 s |
| 5e              | 4 août 1991      | Koichi Fujita      | Japon            | 2 h 17 min 05 s | Lorraine Moller  | Nouvelle-Zélande | 2 h 33 min 20 s |
| 6e              | 30 août 1992     | Michael Scout      | Afrique du Sud   | 2 h 16 min 38 s | Olga Appell      | Mexique          | 2 h 30 min 22 s |
| 7e              | 29 août 1993     | Tadesse Gebre      | Éthiopie         | 2 h 15 min 34 s | Nobuko Fujimura  | Japon            | 2 h 33 min 10 s |
| 8e              | 28 août 1994     | Eric Wainaina      | Kenya            | 2 h 15 min 03 s | Olga Appell      | États-Unis       | 2 h 36 min 31 s |
| 9e              | 27 août 1995     | Tadesse Gebre      | Éthiopie         | 2 h 15 min 07 s | Yuko Arimori     | Japon            | 2 h 29 min 17 s |
| 10e             | 25 août 1996     | Biruk Bekele       | Éthiopie         | 2 h 14 min 26 s | Tomoe Abe        | Japon            | 2 h 31 min 21 s |
| 11e             | 31 août 1997     | Eric Wainaina      | Kenya            | 2 h 13 min 45 s | Chihiro Ogura    | Japon            | 2 h 33 min 30 s |
| 12e             | 30 août 1998     | Ambesse Tolosa     | Éthiopie         | 2 h 10 min 13 s | Eri Yamaguchi    | Japon            | 2 h 27 min 36 s |
| 13e             | 29 août 1999     | Masahiro Matsumoto | Japon            | 2 h 12 min 08 s | Kazumi Matsuo    | Japon            | 2 h 32 min 14 s |
| 14e             | 27 août 2000     | Dionicio Cerón     | Mexique          | 2 h 17 min 14 s | Mayumi Ichikawa  | Japon            | 2 h 32 min 30 s |
| 15e             | 26 août 2001     | Tsutomu Sassa      | Japon            | 2 h 13 min 45 s | Masako Chiba     | Japon            | 2 h 30 min 39 s |
| 16e             | 25 août 2002     | Samson Kandie      | Kenya            | 2 h 15 min 12 s | Chika Horie      | Japon            | 2 h 26 min 11 s |
| 17e             | 31 août 2003     | Eric Wainaina      | Kenya            | 2 h 13 min 13 s | Chihiro Tanaka   | Japon            | 2 h 34 min 11 s |
| 18e             | 29 août 2004     | Laban Kagika       | Kenya            | 2 h 12 min 20 s | Masako Chiba     | Japon            | 2 h 26 min 50 s |
| 19e             | 28 août 2005     | Tomonori Watanabe  | Japon            | 2 h 14 min 49 s | Masako Chiba     | Japon            | 2 h 25 min 46 s |
| 20e             | 27 août 2006     | Tomonori Watanabe  | Japon            | 2 h 17 min 51 s | Kaori Yoshida    | Japon            | 2 h 32 min 53 s |
| 21e             | 9 septembre 2007 | Julius Gitahi      | Kenya            | 2 h 17 min 26 s | Yuri Kano        | Japon            | 2 h 30 min 43 s |
| 22e             | 31 août 2008     | Masaru Takamizawa  | Japon            | 2 h 12 min 10 s | Yukari Sahaku    | Japon            | 2 h 31 min 50 s |
| 23e             | 30 août 2009     | Daniel Njenga      | Kenya            | 2 h 12 min 03 s | Kiyoko Shimahara | Japon            | 2 h 25 min 10 s |
| 24e             | 29 août 2010     | Cyrus Njui         | Kenya            | 2 h 11 min 22 s | Yumiko Hara      | Japon            | 2 h 34 min 12 s |
| 25e             | 28 août 2011     | Harun Mbugua       | Kenya            | 2 h 14 min 10 s | Tomo Morimoto    | Japon            | 2 h 33 min 45 s |
| 26e             | 26 août 2012     | Yuki Kawauchi      | Japon            | 2 h 18 min 38 s | Yuri Yoshizumi   | Japon            | 2 h 39 min 07 s |
| 27e             | 25 août 2013     | Koji Gokaya        | Japon            | 2 h 14 min 26 s | Yuko Watanabe    | Japon            | 2 h 29 min 13 s |
| 28e             | 31 août 2014     | Shigeki Tsuji      | Japon            | 2 h 15 min 24 s | Azusa Nojiri     | Japon            | 2 h 30 min 26 s |
| 29e             | 30 août 2015     | Arata Fujiwara     | Japon            | 2 h 16 min 49 s | Yui Okada        | Japon            | 2 h 32 min 10 s |
| 30e             | 28 août 2016     | Ryo Kiname         | Japon            | 2 h 13 min 16 s | Kaori Yoshida    | Japon            | 2 h 32 min 33 s |
| 31e             | 27 août 2017     | Akinobu Murasawa   | Japon            | 2 h 14 min 48 s | Honami Maeda     | Japon            | 2 h 28 min 48 s |
| 32e             | 26 août 2018     | Okamoto Naomi      | Japon            | 2 h 11 min 29 s | Ayuko Suzuki     | Japon            | 2 h 28 min 32 s |
| 33e             | 25 août 2019     | Ryo Matsumoto      | Japon            | 2 h 12 min 57 s | Mirai Waku       | Japon            | 2 h 33 min 44 s |